# Campeonato Mundial de Piragüismo en Eslalon de 2003
El XXVIII Campeonato Mundial de Piragüismo en Eslalon se celebró en Augsburgo (Alemania) entre el 23 y el 27 de julio de 2003 bajo la organización de la Federación Internacional de Piragüismo.

## Medallistas

### Masculino
| Evento         | Oro | Plata | Bronce |
| -------------- | --- | --- | --- |
| K1 individual  | Fabien Lefèvre Francia 197,88 pts.                                                                                            | David Ford · Canadá · 199,69 pts.                                                                            | Helmut Oblinger · Austria · 199,70 pts.                                                                                  |
| C1 individual  | Michal Martikán · Eslovaquia · 208,14                                                                                         | Tony Estanguet Francia 209,52                                                                                | Stefan Pfannmöller · Alemania · 212,69                                                                                   |
| C2 individual  | Marcus Becker · Stefan Henze · Alemania · 214,52                                                                              | Jaroslav Volf · Ondřej Štěpánek · República Checa · 221,66                                                   | Pavol Hochschorner · Peter Hochschorner · Eslovaquia · 225,17                                                            |
| K1 por equipos | Thomas Mosimann · Mathias Röthenmund · Michael Kurt · Suiza · 211,71                                                          | David Backhouse · Floris Braat · Samuel Oud · Países Bajos · 213,80                                          | Thilo Schmitt · Thomas Schmidt · Claus Suchanek · Alemania · 216,17                                                      |
| C1 por equipos | Alexander Slafkovský · Juraj Minčík · Michal Martikán · Eslovaquia · 212,24                                                   | Tony Estanguet Emmanuel Brugvin Patrice Estanguet Francia 213,92                                             | Tomáš Indruch · Jan Mašek · Stanislav Ježek · República Checa · 214,41                                                   |
| C2 por equipos | República Checa · Jaroslav Volf / Ondřej Štěpánek · Jaroslav Pospíšil / Jaroslav Pollert · Marek Jiras / Tomáš Máder · 234,99 | Alemania · Marcus Becker / Stefan Henze · André Ehrenberg / Michael Senft · Kay Simon / Robby Simon · 237,74 | Polonia · Andrzej Wójs / Sławomir Mordarski · Jarosław Miczek / Wojciech Sekuła · Marcin Pochwała / Paweł Sarna · 256,24 |

### Femenino
| Evento         | Oro                                                                                 | Plata                                                               | Bronce                                                        |
| -------------- | ----------------------------------------------------------------------------------- | ------------------------------------------------------------------- | ------------------------------------------------------------- |
| K1 individual  | Štěpánka Hilgertová · República Checa · 224,02 pts.                                 | Jennifer Bongardt · Alemania · 226,81 pts.                          | Rebecca Giddens Estados Unidos 228,10 pts.                    |
| K1 por equipos | Štěpánka Hilgertová · Vanda Semerádová · Irena Pavelková · República Checa · 251,76 | Jennifer Bongardt · Claudia Bär · Mandy Planert · Alemania · 253,84 | Laura Blakeman Helen Reeves Heather Corrie Reino Unido 256,35 |

## Medallero
| Núm. | País            | Oro | Plata | Bronce | Total |
| ---- | --------------- | --- | ----- | ------ | ----- |
| 1    | República Checa | 3   | 1     | 1      | 5     |
| 2    | Eslovaquia      | 2   | 0     | 1      | 3     |
| 3    | Alemania        | 1   | 3     | 2      | 6     |
| 4    | Francia         | 1   | 2     | 0      | 3     |
| 5    | Suiza           | 1   | 0     | 0      | 1     |
| 6    | Canadá          | 0   | 1     | 0      | 1     |
| 6    | Países Bajos    | 0   | 1     | 0      | 1     |
| 8    | Austria         | 0   | 0     | 1      | 1     |
| 8    | Polonia         | 0   | 0     | 1      | 1     |
| 8    | Estados Unidos  | 0   | 0     | 1      | 1     |
| 8    | Reino Unido     | 0   | 0     | 1      | 1     |
|      | TOTAL           | 8   | 8     | 8      | 24    |